# مريم نيمازي (صحفية)
مريم نمازي(بالإنجليزية: Maryam Nemazee )‏ هي صحفية انجليزية من اصل ايراني التي تعمل في قناة الجزيرة الاخبارية وقناة سكاي نيوز باللغة الفارسية والإنجليزية.
تخرجت مريم نيمازي من جامعة درم في بريطانيا بعد ان انهت دراستها في اللقب الأول بموضوع التاريخ والعلوم السياسية وبعد ذلك قامت بدورات استكمالية بموضوع الاتصالات والاعلام في سيتي يونفيرسيتي لندن

## سيرتها العملية
استندت نمازي بعملها في أوروبا على مركز البث في لندن حيث كانت تعمل كمقدمة لبرنامج الرائد "Newshour " أي اخبار الساعه، وقد عملت سابقا في مركز البث الرئيسي في الدوحة. خلال عملها أجرت مقابلات مع بعض كبار القادة السياسيين ورجال الأعمال في العالم، ومنهم: الرئيس السابق للمجلس الاحتياطي الاتحادي بول فولكر، الأمين العام لمنظّمة الدول المصدرة للبترول عبد الله البدري، والمدير العام لصندوق النقد الدولي ريستين لاغارد.

### في بلومبرغ
كما وعملت نمازي في قناة بلومبرغ الأمريكية والتي كان مقرها في لندن، فقامت بإجراء المقابلات الحصرية وتحليلها في الوقت الحقيقي، من نشر الأخبار التي كان لها تاثير قوي على الأسواق العالمية. كما قامت بتغطية أهم الأحداث الكبرى من الميدان، بما في ذلك المنتدى الاقتصادي العالمي في دافوس، وكذلك الأحداث ميناسا والكوميسا، وركزت على التجارة والاستثمار في منطقة الشرق الاوسط وإفريقيا. خلال عملها في بلومبرغ ركزت خلال الانتخابات الفرنسية والأمريكية على أهم المجريات السياسية هناك كما وتقدم التغطية التامة لبورصة ليبور وأهم تغييرات الاقتصادية في الشرق الأوسط والعالم الاسلامي.

### في الدوحة
أمضت نمازي مدة أربع سنوات ونصف في منطقة الشرق الأوسط في المركز الرئيسي لبث قناة الجزيرة الإنجليزية في الدوحة. وخلال هذا الوقت، غطت قصصا مثل الصراع بين إسرائيل والفلسطينيين، والمفاوضات النووية الإيرانية. كما عملت في مقر الشركة العالمية في قطر، ومراكز البث في الولايات المتحدة وآسيا.